# کالمان
کالمان (به مجاری: Kálmán)(زادهٔ پیرامون ۱۰۷۴ میلادی- مرگ ۳ فوریه ۱۱۱۶) پادشاه مجارستان و کرواسی بود. او بزرگترین پسر گزای یکم بود و در ۱۰۹۵ میلادی تاج‌گذاری نمود.
او با شورش برادرش آلموش روبه‌رو شد ولی توانست او را شکست دهد. در سال پایانی زندگیش ونیز به دالماتیا که بخشی از سرزمین زیر فرمان او بود تاخت، ولی او پیش از آنکه بتواند در برابر تعرض آنان کاری کند درگذشت و پیکرش را سکش‌فهروار به خاک سپردند.